# The Quest for the Golden Eggcup
The Quest for the Golden Eggcup is een videospel voor de platforms Commodore 64 en Commodore 128. Het spel werd uitgebracht in 1988. 